# Джуда, Джей Стиллсон
Джей Сти́ллсон Джу́да (англ. Jay Stillson Judah; 7 июля 1911, Левенуэрт, Вашингтон — 9 октября 2000, Беркли, Калифорния) — американский историк религии, библиотековед и библиограф; профессор истории религии в Тихоокеанской школе религии и в Аспирантском богословском союзе (1969—1976), заслуженный профессор в отставке (1976). Известен как автор монографий The History and Philosophy of the Metaphysical Movements in America (1967) и Hare Krishna and the Counterculture (1974).

## Биография
Джей Стиллсон Джуда родился 11 июля 1911 года в небольшом городке Левенуэрт, штат Вашингтон. В 1934 году окончил Вашингтонский университет, где получил степень бакалавра по философии и востоковедению. В 1940—1941 годах (а затем в 1966—1969 годах) учился в аспирантуре Калифорнийского университета в Беркли. В 1941 году получил в том же университете сертификат библиотекаря. Выучив японский язык, в 1945—1946 годах работал переводчиком с японского языка в Пятом флоте ВМС США. В 1956 году Чепменский университет присудил Джуде почётную степень доктора словесности.
В 1941—1969 годах Джуда был библиотекарем в Тихоокеанской школе религии в Беркли, где выступил редактором-составителем «Индекса периодической религиозной литературы 1949—1952 годов». В конце 1960-х годов под руководством Джуды, семь отдельных семинарских библиотечных коллекций были интегрированы в библиотеку Аспирантского богословского союза, ставшую одной из крупнейших теологических библиотек мира. В 1969—1976 годах Джуда был руководителем этой библиотеки. В 1969—1976 годах Джуда занимал должность профессора истории религии в Аспирантском богословском союзе. В 1976 году ушёл на пенсию, став заслуженным профессором в отставке.
В 1958 году Джуда взял интервью у Л. Рона Хаббарда, в котором создатель дианетики и саентологии рассказал о развитии своих идей. В 1964 году написал работу про свидетелей Иеговы, а в 1967 году — монографию «The History and Philosophy of the Metaphysical Movements in America».
Джуда неоднократно встречался с основателем Международного общества сознания Кришны Бхактиведантой Свами Прабхупадой (1896—1977) и стал первым в мире учёным, выпустившим монографию о кришнаитах («Hare Krishna and the Counterculture», 1974).
В 1980 году Джуда принял участие в проходившем на Багамских Островах научном семинаре, посвящённом исследованию образа жизни членов Церкви объединения. Это было первое мероприятие такого рода: в семинаре приняли участие священнослужители и семинаристы Церкви объединения и учёные, занимавшиеся исследованием этого нового религиозного движения. На семинаре, в частности, обсуждалось, как богословские представления мунитов влияли на их повседневную жизнь и поведение. Джуда выступил в завершении формальной части семинара. Его презентация была посвящена теме социального значения Церкви объединения и других НРД в Америке, переживающей период быстрых культурных изменений.
В конце 1970-х — начале 1980-х гг. работал над монографией The Moonies: Conversion or Coercion, которая так никогда и не была опубликована.

## Избранная библиография

### Монографии
- J. Stillson Judah. The History and Philosophy of the Metaphysical Movements in America. — Philadelphia: Westminster Press, 1967. — 317 p.
- J. Stillson Judah. Hare Krishna and the Counterculture. — New York: John Wiley & Sons, 1974. — xviii, 301 p. — (Contemporary Religious Movements Series). — ISBN 0471452009.

### Статьи и доклады
- J. Stillson Judah, Alex Holmes. Report of the Spiritual Healing Seminar, October 24 & 25, 1960, Yakima, Washington. — Methodist Church. Pacific Northwest Conference. Board of Evangelism, 1960.
- J. Stillson Judah. The Hare Krishna movement // Irving I. Zaretsky, Mark P. Leone Religious Movements in Contemporary America. — Princeton, NJ: Princeton University Press, 1974. — ISBN 0691071861.
- J. Stillson Judah. The Common Library of the Graduate Theological Union: Preliminary Acquisition Policy. — 1975.
- J. Stillson Judah. Programming and Deprogramming // Paper presented at a conference sponsored by the University of Toronto and Toronto School of Theology, March, 1977. — 1977.
- J. Stillson Judah. Attitudinal Changes Among Members of the Unification Church // A revision and expansion of a paper presented at the Conference of the American Association for the Advancement of Science and the Society for the Scientific Study of Religion, Denver, Feb. 1977. — 1977.
- J. Stillson Judah. Brainwashing or Conversion: Religious Freedom and Cultism in America. — 1977.
- J. Stillson Judah. Religious Liberty and the Limits of Tolerance. — 1978.

### Рецензии
- J. Stillson Judah. The American Children of Krsna: A Study of the Hare Krsna Movement by Francine Jeanne Daner // American Anthropologist. — 1977. — Т. 79, № 2. — С. 455. — JSTOR 673862.
- J. Stillson Judah. In Search for Identity: Youth, Religion and Culture by Joseph Damrell; Seeking Spiritual Meaning: The World of Vedanta by Joseph Damrell // Sociological Analysis. — 1979. — Т. 40, № 4. — С. 370-372. — JSTOR 3709967.